# 살바도르 미누친

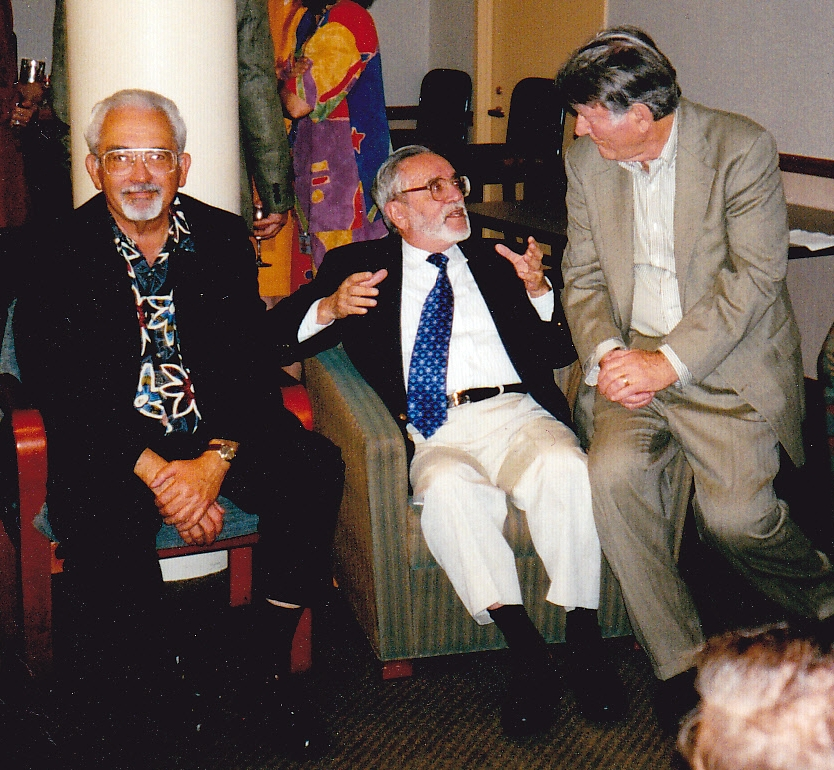
가운데 있는 인물이 살바도르 미누친이다.

살바도르 미누친(Salvador Minuchin, 1921년 10월 13일 – 2017년 10월 30일)은 아르헨티나 엔트레 리오스(Entre Ríos), 산 살바도르(San Salvador)에서 태어났으며, 이후 가족 치료사로 잘 알려졌다. 그는 가족 구성원 간 또는 가족의 하위 집합 간의 관계를 도표화하여 가족 내 문제를 이해하고 나아가 해결하는 구조적 가족 치료법을 연구하고 개발하는데 많은 기여를 했다,

## 같이 보기
- 밀착
- 베이트슨 프로젝트
- 부모화